# Wimbledon Championships 1999
Die 113. Wimbledon Championships fanden vom 21. Juni bis zum 4. Juli 1999 in London statt. Ausrichter war der All England Lawn Tennis and Croquet Club. Für die deutschen Tennis-Legenden Boris Becker, der sofort nach seinem Ausscheiden seinen Rückzug von Profisport verkündete, und Steffi Graf (Rücktritt im August) war es das letzte Grand-Slam-Turnier ihrer Karriere.

## Herreneinzel

### Setzliste
| Nr. | Spieler            | Erreichte Runde |
| --- | ------------------ | --------------- |
| 01. | Pete Sampras       | Sieg            |
| 02. | Patrick Rafter     | Halbfinale      |
| 03. | Jewgeni Kafelnikow | 3. Runde        |
| 04. | Andre Agassi       | Finale          |
| 05. | Richard Krajicek   | 3. Runde        |
| 06. | Tim Henman         | Halbfinale      |
| 07. | Mark Philippoussis | Viertelfinale   |
| 08. | Todd Martin        | Viertelfinale   |

| Nr. | Spieler          | Erreichte Runde |
| --- | ---------------- | --------------- |
| 09. | Greg Rusedski    | Achtelfinale    |
| 10. | Goran Ivanišević | Achtelfinale    |
| 11. | Gustavo Kuerten  | Viertelfinale   |
| 12. | Carlos Moyá      | 2. Runde        |
| 13. | Karol Kučera     | Achtelfinale    |
| 14. | Tommy Haas       | 3. Runde        |
| 15. | Nicolas Kiefer   | 2. Runde        |
| 16. | Félix Mantilla   | 2. Runde        |

## Dameneinzel

### Setzliste
| Nr. | Spielerin               | Erreichte Runde |
| --- | ----------------------- | --------------- |
| 01. | Martina Hingis          | 1. Runde        |
| 02. | Steffi Graf             | Finale          |
| 03. | Lindsay Davenport       | Sieg            |
| 04. | Monica Seles            | 3. Runde        |
| 05. | Jana Novotná            | Viertelfinale   |
| 06. | Venus Williams          | Viertelfinale   |
| 07. | Arantxa Sánchez Vicario | 2. Runde        |
| 08. | Nathalie Tauziat        | Viertelfinale   |
| 09. | Mary Pierce             | Achtelfinale    |

| Nr. | Spielerin            | Erreichte Runde |
| --- | -------------------- | --------------- |
| 10. | Serena Williams      | Rückzug         |
| 11. | Julie Halard-Decugis | 3. Runde        |
| 12. | Amanda Coetzer       | 3. Runde        |
| 13. | Sandrine Testud      | 3. Runde        |
| 14. | Barbara Schett       | Achtelfinale    |
| 15. | Dominique Van Roost  | Achtelfinale    |
| 16. | Natallja Swerawa     | 2. Runde        |
| 17. | Anna Kurnikowa       | Achtelfinale    |

## Herrendoppel

### Setzliste
| Nr. | Paarung                          | Erreichte Runde |
| --- | -------------------------------- | --------------- |
| 01. | Mahesh Bhupathi Leander Paes     | Sieg            |
| 02. | Mark Woodforde Todd Woodbridge   | Viertelfinale   |
| 03. | Jonas Björkman Patrick Rafter    | Viertelfinale   |
| 04. | Wayne Black Sandon Stolle        | Viertelfinale   |
| 05. | Olivier Delaître Fabrice Santoro | Halbfinale      |
| 06. | Mark Knowles Daniel Nestor       | Halbfinale      |
| 07. | Ellis Ferreira Rick Leach        | 2. Runde        |
| 08. | Paul Haarhuis Jared Palmer       | Finale          |

| Nr. | Paarung                            | Erreichte Runde |
| --- | ---------------------------------- | --------------- |
| 09. | Sébastien Lareau Alex O’Brien      | Viertelfinale   |
| 10. | David Adams John-Laffnie de Jager  | Achtelfinale    |
| 11. | Martin Damm Cyril Suk              | 1. Runde        |
| 12. | Wayne Arthurs Andrew Kratzmann     | 2. Runde        |
| 13. | Nicklas Kulti Mikael Tillström     | 1. Runde        |
| 14. | David Prinosil Daniel Vacek        | 1. Runde        |
| 15. | Piet Norval Kevin Ullyett          | Achtelfinale    |
| 16. | Patrick Galbraith Justin Gimelstob | Achtelfinale    |

## Damendoppel

### Setzliste
| Nr. | Paarung                                | Erreichte Runde |
| --- | -------------------------------------- | --------------- |
| 01. | Jana Novotná Natallja Swerawa          | Halbfinale      |
| 02. |                                        |                 |
| 03. | Alexandra Fusai Nathalie Tauziat       | 2. Runde        |
| 04. |                                        |                 |
| 05. | Jelena Lichowzewa Ai Sugiyama          | 2. Runde        |
| 06. | Lisa Raymond Rennae Stubbs             | Achtelfinale    |
| 07. | Lindsay Davenport Corina Morariu       | Sieg            |
| 08. | Larisa Neiland Arantxa Sánchez Vicario | Achtelfinale    |
| 09. | Mariaan de Swardt Olena Tatarkowa      | Finale          |

| Nr. | Paarung                             | Erreichte Runde |
| --- | ----------------------------------- | --------------- |
| 10. | Irina Spîrlea Caroline Vis          | Achtelfinale    |
| 11. | Conchita Martínez Patricia Tarabini | 2. Runde        |
| 12. | Mary Joe Fernández Monica Seles     | Viertelfinale   |
| 13. | Els Callens Julie Halard-Decugis    | 2. Runde        |
| 14. | Virginia Ruano Pascual Paola Suárez | Achtelfinale    |
| 15. | Barbara Schett Patty Schnyder       | 1. Runde        |
| 16. | Cara Black Irina Seljutina          | 2. Runde        |
| 17. | Cătălina Cristea Ruxandra Dragomir  | 1. Runde        |
| 18. | Debbie Graham Lori McNeil           | 1. Runde        |

## Mixed

### Setzliste
| Nr. | Paarung                           | Erreichte Runde |
| --- | --------------------------------- | --------------- |
| 01. | Leander Paes Lisa Raymond         | Sieg            |
| 02. | Todd Woodbridge Lindsay Davenport | Achtelfinale    |
| 03. | Jonas Björkman Anna Kurnikowa     | Finale          |
| 04. | Mark Knowles Jelena Lichowzewa    | Halbfinale      |
| 05. | Cyril Suk Caroline Vis            | 2. Runde        |
| 06. | Rick Leach Larisa Neiland         | Viertelfinale   |
| 07. | David Adams Mariaan de Swardt     | 2. Runde        |
| 08. | Justin Gimelstob Venus Williams   | Viertelfinale   |

| Nr. | Paarung                        | Erreichte Runde |
| --- | ------------------------------ | --------------- |
| 09. | John McEnroe Steffi Graf       | Halbfinale      |
| 10. | Wayne Black Cara Black         | Achtelfinale    |
| 11. | Sandon Stolle Kristine Kunce   | 1. Runde        |
| 12. | Andrew Florent Olena Tatarkowa | 2. Runde        |
| 13. | David Rikl Karina Habšudová    | 1. Runde        |
| 14. | Peter Tramacchi Ai Sugiyama    | 2. Runde        |
| 15. | Maks Mirny Mary Pierce         | 2. Runde        |
| 16. | Piet Norval Katarina Srebotnik | Achtelfinale    |